# Перлман, Марк
Марк Перлман (англ. Mark Perlman; 23 декабря 1923 — 3 мая 2006, Шэдисайд, шт. Огайо) — американский экономист.
Сын известного экономиста, профессора Висконсинского университета Зелига Перлмана (1888—1959). Бакалавр (1947) и магистр (1947) Висконсинского университета; доктор философии Колумбийского университета (1950).
Преподавал в Принстоне, Гавайском университете, Корнеллском университете, Университете Джонса Хопкинса (1955—1961) и Питтсбургском университете (1961—1993). Основатель и редактор (1969—1980) Journal of Economic Literature, основатель (1989) Journal of Evolutionary Economics.

## Основные произведения
«Характер экономической мысли, экономические характеры и экономические институты» (The Character of Economic Thought, Economic Characters, and Economic Institutions, 1996)